# 茶坊乘降所
40°47′30.39″N 114°52′58.76″E / 40.7917750°N 114.8829889°E
茶坊乘降所是原京张铁路（现在的京包铁路张家口联络线）上的一个列车乘降所，位于中国河北省张家口市桥东区境内，是为了方便在张家口市内的铁路职工上下班而设置的临时停车点，有一条长度不足百米的月台，无人职守。过去往来于张家口站和张家口南站之间的旅客列车都要在此停留1-2分钟，但随着社会的发展，在此停留的列车数目逐渐减少。任何车次的时刻表上都不曾显示有此处的停车。
在2014年张家口站（北）停运后，该乘降所疑似已经彻底废弃，无车停靠。